# Powiat Wołomiński
Der Powiat Wołomiński ist ein Powiat (Kreis) in der Woiwodschaft Masowien in Polen. Der Powiat hat eine Fläche von 955,4 km², auf der 215.583 Einwohner leben (Stand 30. Juni 2010). Die Bevölkerungsdichte beträgt 206 Einwohner auf 1 km² (2004).

## Gemeinden
Der Powiat umfasst zwölf Gemeinden, davon vier Stadtgemeinden, vier Stadt-und-Land-Gemeinden und vier Landgemeinden.

### Stadtgemeinden
- Kobyłka
- Marki
- Ząbki
- Zielonka

### Stadt-und-Land-Gemeinden
- Jadów
- Radzymin
- Tłuszcz
- Wołomin

### Landgemeinden
- Dąbrówka
- Klembów
- Poświętne
- Strachówka